# David Cooper (Mediziner)
David Graham Cooper (* 1931 in Kapstadt; † 29. Juli 1986 in Paris) war ein südafrikanischer Psychiater, der als Theoretiker und führender Kopf der Antipsychiatrie-Bewegung bekannt wurde – gemeinsam mit beziehungsweise parallel zu Ronald D. Laing, Thomas Szasz und Michel Foucault. Cooper war Direktor des Institute of Phenomenological Studies.

## Leben
David Cooper – Sohn eines Apothekers – beendete 1955 sein Medizinstudium an der südafrikanischen University of Cape Town. Anschließend zog er nach London. Dort arbeitete er in verschiedenen Spitälern und leitete eine Forschungsstation für junge Schizophrene, die "Villa 21" im Shenley Hospital in Hertfordshire. Dort setzte er ab 1962 bis zu seiner Entlassung und dem Stop des Experiments 1966 seine Ideen einer antiautoritären Psychiatrie durch – die Patienten konnten ihre Behandlung weitgehend selbst bestimmen. 1965 war er – mit Laing und anderen – am Aufbau der Philadelphia Association beteiligt. Cooper bezeichnete sich selbst als einen existentialistischen Marxisten und trennte sich folgerichtig in den 1970er Jahren wiederum von der Philadelphia Association, der er vorwarf, Spiritualität gegenüber der politischen Arbeit den Vorzug einzuräumen.
Cooper war der Überzeugung, dass Wahnsinn und Psychose gesellschaftliche Erzeugnisse seien und es zu deren Lösung einer Revolution bedürfe. In seiner Rezension zum Buch Die Sprache der Vernunft schreibt der Germanist Uwe Schweikert: Die Ursache der Verdrängung sieht Cooper in der ideologischen Funktion und Zurichtung der Familie als soziale Kontrollinstanz und Instrument zur Konditionierung der Individuen. Wegen eines vermeintlichen revolutionären Potenzials hielt sich Cooper einige Jahre in Argentinien auf. Desillusioniert kehrte er nach England zurück und ließ sich schließlich in Frankreich nieder, wo er seine letzten Lebensjahre verbrachte.
Er prägte 1967 den Begriff Antipsychiatrie, der die Gegnerschaft zur orthodoxen Psychiatrie seiner Zeit beschreiben sollte, vgl. Klassische deutsche Psychiatrie. Cooper plante den im selben Jahr im Londoner Roundhouse abgehaltenen Kongress Dialectics of Liberation, an dem unter anderem R. D. Laing, Paul Goodman, Allen Ginsberg, Herbert Marcuse und Stokely Carmichael von den Black Panthers teilnahmen. Jean-Paul Sartre sagte seine Teilnahme in letzter Minute ab.

## Wichtige Werke

### In englischer Sprache
- mit R. D. Laing: Reason and Violence: a decade of Sartre’s philosophy. Tavistock, 1964.
- Psychiatry and Anti-Psychiatry. Tavistock/Paladin, London 1967.
- als Hrsg.: The Dialectics of Liberation. Penguin, 1968.
- The Death of the Family. Penguin, 1971.
- Grammar of Living. Penguin, 1974.
- The Language of Madness. Penguin, 1978.

### In deutscher Sprache
- Dialektik der Befreiung. 2. Auflage. Rowohlt, Reinbek bei Hamburg 1970.
- Psychiatrie und Anti-Psychiatrie. 6. Auflage. Suhrkamp, Frankfurt am Main 1984.
- Der Tod der Familie. 10. Auflage. Rowohlt, Reinbek bei Hamburg 1989.
- Vernunft und Gewalt. Suhrkamp, Frankfurt am Main 1973.
- Von der Notwendigkeit der Freiheit. 2. Auflage. Verlag Roter Stern, Frankfurt am Main 1977.
- Die Sprache der Verrücktheit. Rotbuch-Verlag, Berlin 1978.
- Wer ist Dissident. Rotbuch-Verlag, Berlin 1978.
- Der eingekreiste Wahnsinn. Suhrkamp, Frankfurt am Main 1979.
- Von der Notwendigkeit der Freiheit. 3. Auflage. Stroemfeld, Basel 1980.